# Ayyub (nom)
Ayyub és un nom masculí àrab (àrab: أيوب, Ayyūb) que es correspon amb el català Job, que l'àrab pren directament de l'hebreu אִיּוֹב, Iyyov. Si bé Ayyub és la transcripció normativa en català del nom en àrab clàssic, també se'l pot trobar transcrit Ayyoub, Ayub... Com a nom d'un profeta de l'islam és un nom força usual entre els àrabs, especialment els musulmans, així com és comú entre musulmans no arabòfons; aquests l'han adaptat a les característiques fòniques i gràfiques de la seva llengua: indonesi: Ayub; kurd: Eyûb; persa: ایوب; somali: Ayuub; turc: Eyyub.
Vegeu aquí personatges i llocs que duen aquest nom.